# Jair Torrico
Jair Torrico Camacho (Cochabamba, 2 de agosto de 1990), conhecido por Torrico ou Jair Torrico, é um futebolista boliviano que joga como Lateral-Direito,Lateral-Esquerdo. Atualmente, joga pelo The Strongest.

## Carreira
Nascido em Cochabamba. Joga como lateral-esquerdo. Fã da seleção brasileira, seu pai o nomeu Jair Torrico, em homenagem ao 'Furacão da Copa de 70', Jairzinho. Desde 1958, o pai de Jair Torrico já se encantava com o futebol do Brasil, por isso, o irmão de Jair é chamado de Didi Torrico, em homanagem ao melhor jogador da Copa do Mundo de 1958.

### Jorge Wilstermann
Oriundo das categorias de base do Jorge Wilstermann,  Torrico estreou como profissional em 2009.

### The Strongest
Foi contratado pelo The Strongest no meio de 2010.
Jair Torrico protagonizou uma cena curiosa quando enfrentou o Atlético Mineiro pela Copa Libertadores de 2013, após o hino nacional brasileiro, o lateral-esquerdo, que era o último da fila do The Strongest, foi cumprimentar Ronaldinho Gaúcho, seu ídolo, e não se conteve, acabou fazendo um gesto de reverência, que deixou o craque um tanto sem graça.
Dias após essa partida, o presidente do The Strongest, Kurt Reintsch, declarou que, enquanto esteve no Brasil, o Flamengo fez algumas averiguações sobre 'Jairsinho'.

## Seleção Boliviana
Foi convocado pela primeira vez para a Seleção Boliviana em 2013.

## Estatísticas
Até 12 de março de 2013.

### Clubes
| Clube             | Temporada         | Campeonato nacional | Campeonato nacional | Copa nacional[a] | Copa nacional[a] | Competições continentais[b] | Competições continentais[b] | Outros torneios[c] | Outros torneios[c] | Total | Total |
| Clube             | Temporada         | Jogos               | Gols                | Jogos            | Gols             | Jogos                       | Gols                        | Jogos              | Gols               | Jogos | Gols  |
| ----------------- | ----------------- | ------------------- | ------------------- | ---------------- | ---------------- | --------------------------- | --------------------------- | ------------------ | ------------------ | ----- | ----- |
| Jorge Wilstermann | 2009-2010         | 0                   | 0                   | —                | —                | —                           | —                           | —                  | —                  | 0     | 0     |
| Jorge Wilstermann | Total             | 0                   | 0                   | 0                | 0                | 0                           | 0                           | 0                  | 0                  | 0     | 0     |
| The Strongest     | 2010-2011         | 0                   | 0                   | —                | —                | 0                           | 0                           | —                  | —                  | 0     | 0     |
| The Strongest     | 2011-2012         | 0                   | 0                   | —                | —                | 6                           | 0                           | —                  | —                  | 6     | 0     |
| The Strongest     | 2012-2013         | 26                  | 0                   | —                | —                | 3                           | 0                           | —                  | —                  | 29    | 0     |
| The Strongest     | Total             | 26                  | 0                   | 0                | 0                | 9                           | 0                           | 0                  | 0                  | 35    | 0     |
| Total na carreira | Total na carreira | 26                  | 0                   | 0                | 0                | 9                           | 0                           | 0                  | 0                  | 35    | 0     |

- a. ^ Jogos da Copa Bolivia
- b. ^ Jogos da Copa Sul-Americana e Copa Libertadores
- c. ^ Jogos do Jogo amistoso

## Títulos
The Strongest
- Campeonato Boliviano (Torneo Apertura): 2012